# Vulpia fontquerana
Vulpia fontquerana là một loài thực vật có hoa trong họ Hòa thảo. Loài này được Melderis & Stace miêu tả khoa học đầu tiên năm 1968.